# Kreuz Nürnberg
Kreuz Nürnberg is een knooppunt in de Duitse deelstaat Beieren.
Op dit aangepast klaverbladknooppunt ten noordwesten van de stad Neurenberg (Duits Nürnberg) kruist de A9 vanuit Leipzig-München de A3 Emmerich am Rhein-Passau.

## Geografie
Het knooppunt ligt vlak bij de gemeentegrens met de vrije gemeente Brunn en nabij het natuurgebied Haimendorfer Forst in het Landkreis Nürnberger Land. Nabijgelegen dorpen en steden zijn are Leinburg, Neurenberg, Röthenbach en Lauf an der Pegnitz. Het knooppunt ligt ongeveer 10 km ten oosten van het centrum van Neurenberg en 60 km ten zuiden van Bayreuth.

## Geschiedenis
Oorspronkelijk was Kreuz Nürnberg gebouwd als een klaverblad, maar vanwege de deling na de Tweede Wereldoorlog werd de A9 ten noorden van het knooppunt niet zo veel gebruikt. De verbinding Würzburg-München is stukken drukker waardoor men heeft gekozen voor een directe verbinding van zuid naar west.

## Configuratie
Knooppunt
Het is een klaverbladknooppunt met rangeerbanen en een directe aansluiting van Würzburg naar München en omgekeerd.
Rijstrook
Ten noordwesten van het knooppunt heeft de A3 2x3 rijstroken en ten zuidoosten 2x2 rijstroken. De A9 telt integraal 2x3 rijstroken.
Behalve de direct verbinding west-zuid en zuid-west die 2 rijstroken breed zijn, hebben alle andere verbindingswegen slechts één rijstrook.
Bijzonderheid
Zowel de A9 richting München als de A3 richting Passau kennen ter hoogte van het knooppunt een Totso verbinding.

## Verkeersintensiteiten
Dagelijks passeren ongeveer 155.000 voertuigen per dage, hiermee behoort het knooppunt tot de drukste van het land.
|+Handmatige verkeerstelling van 2010
| Van                         | Naar                        | Gemiddeld aantal voertuigen per dag | Percentage vrachtverkeer |
| --------------------------- | --------------------------- | ----------------------------------- | ------------------------ |
| AS Nürnberg-Mögeldorf (A 3) | AK Nürnberg                 | 96.900                              | 16,1 %                   |
| AK Nürnberg                 | AK Altdorf (A 3)            | 40.000                              | 19,7 %                   |
| AS Lauf (A 9)               | AK Nürnberg                 | 74.300                              | 14,8 %                   |
| AK Nürnberg                 | AS Nürnberg-Fischbach (A 9) | 103.600                             | 15,8 %                   |

## Richtingen knooppunt
| Aansluitende wegen                                                    | Aansluitende wegen | Aansluitende wegen | Aansluitende wegen | Aansluitende wegen                      |
| --------------------------------------------------------------------- | ------------------ | ------------------ | ------------------ | --------------------------------------- |
| richting Neurenberg-Nord / Bamberg (A73) Würzburg / Frankfurt am Main |                    |                    |                    | richting Bayreuth / Dresden / Berlijn   |
|                                                                       |                    |                    |                    |                                         |
|                                                                       |                    |                    |                    |                                         |
|                                                                       |                    |                    |                    |                                         |
| richting Neurenberg / Ingolstadt München / Heilbronn (A6)             |                    |                    |                    | richting Regensburg Amberg / Praag (A6) |